# Ptolemeu VII Neofilopàtor
Ptolemeu VII Neofilopàtor o Eupàtor (en grec antic Πτολεμαῖος Νέος Φιλοπάτωρ) que devia néixer cap a l'any 161 aC i va morir el 144 aC) fou rei d'Egipte del 145 aC al 144 aC. Formava part de la Dinastia ptolemaica.
Era fill de Ptolemeu VI Filomètor i de Cleòpatra II. Alguns historiadors pensen que poc abans de morir el seu pare Ptolemeu VI Filomètor el va associar al govern quan va complir 16 anys.
En tot cas a la mort del seu pare l'any 145 aC va ser proclamat rei i la seva mare Cleòpatra II es va cuidar de la regència. Ptolemeu Evergetes (II) de Cirene conegut per Fiscó, tenia molts partidaris a la cort, però no va aconseguir apartar del govern a Cleòpatra, amb la qual finalment es va casar. Ptolemeu VII va ser assassinat el mateix dia del casament, després de menys d'un any de regnat (setembre 145 a mitjans del 144 aC) i Evergetes proclamat rei (Ptolemeu VIII Evergetes II).
Com que no hi documents contemporanis d'aquest rei, la seva figura ha donat lloc a controvèrsia. Primer per la numeració (VII quan el seu oncle, que ja havia estat rei, ha de portar el VIII) i després per la seva pròpia identitat, ja que alguns pensen que no va ser l'efímer successor del pare sinó que es tractaria de Ptolemeu Memfita, fill de Ptolemeu VIII Evergetes II i de Cleòpatra II, assassinat per ordre del seu pare, o bé algun altre familiar regent, ja que tots es deien Ptolemeu.